# Egregor
Az egregor (vagy egregóra) egy olyan okkult elképzelés, mely önálló, emberek és szellemi entitások által létrehozott gondolatformát, vagy csoporttudatot fejez ki, és amely kihat emberek valamely csoportja gondolkodásmódjára. Az egregor és csoportja közötti kapcsolat szimbiotikus és gyakran hasonlítják az újkeletű, nem-okkult „korporáció” (vállalat, mint jogi személy), illetve a mém fogalmához.

## Történelem
Az első szerző, aki az „egregor” kifejezést modern nyelvi környezetben alkalmazta, a francia költő, Victor Hugo volt a La Légende des siècles („Korok legendája”) című 1859-ben megjelent versgyűjteményében, ahol az „égrégore” szót először melléknévként használja, majd főnév gyanánt, miközben a jelentését homályban hagyja. Úgy tűnik, a szerzőnek a „mandragore”-ra rímelő szó kellett. Nem ez lenne az első példa Victor Hugonál a szóteremtésre. A szó azonban normál alakjában a görög ἑγρήγορος (Virrasztó, figyelő) szó franciába átültetése. E fogalmat Énok könyvei hatalmas angyalszerű szellemi lényekre alkalmazzák.
Éliphas Lévi az 1868-ban kiadott Le Grand Arcane („A Nagy Misztérium”) c. könyvében a hagyomány szerinti Virrasztókkal azonosítja az „egregorokat”, a nefilimek atyjaival, akiket olyan „rettenetes lényekként” ír le, akik „könyörtelenül összezúznak bennünket, mivel nincsenek tudatában létezésünknek.”
Az egregor, mint csoport-tudatforma elképzelése a rózsakeresztesek munkáiban jelent meg, de a modern-kori Rózsakeresztes rend is jól ismeri és ontológiájának szerves részét képezi a „Rózsakeresztes Egregor” fogalma.
Valentin Tomberg a névtelenül írt Meditations on the Tarot könyvéről és antropozófusként is ismert író is hivatkozott a fogalomra. Az „Antropozófia Lénye”' is az egregorhoz hasonló lényeggel bír.
További ismert egregor-elképzelés a Szaturnusz Testvériség(en) GOTOS-a.

## Jelenkori használat
Gaetan Delaforge a Gnosis magazin 1987-es számában az egregort egyfajta csoporttudatként határozza meg, melyet emberek közös célért való tudatos összerendeződése hoz létre.
A Corporate Metabolism 2001-ben megjelent cikksorozatában Paco Nathan is leírta a koncepciót.
Az „egregor” képzete megjelenik Daniel Andrejev Roza Mira című művében, ahol tündöklő felhőszerű szellemként jelenik meg az Egyházzal összefüggésben.
Az egregor fogalma a montreali szürrealisták („Automatistákként” is ismertek) vonatkozásában is említésre került Ray Ellenwood Egregore: a history of the Montréal automatist movement című könyvében.
Az egregor egy-egy nemzet spirituális megtestesülésére (népszellem) is használatos a brit Profound Decisions által működtetett Empire nevű élő szerepjátékában.
Határ Győző 1948-ban írott antiutópisztikus, bizarr jövőképet leíró regényének címében szerepel a kifejezés. 
- Az Őrző Könyve („Egregor”). „Regényes elmélkedések” és „Üzenet a jövőből”. Őfelsége a császár legkegyelmesebb Engedelmével és Tulajdonában – az Udvari Könyvtár kézirattárából. A hiányzó részeket kiegészítette és ó-alánról új-hunra fordította Határ Győző; Aurora, München, 1974 (Aurora Könyvek); Életünk, Szombathely, 1992 (Életünk Könyvek. A nyugati magyar irodalom gyöngyszemei)

## Fordítás
Ez a szócikk részben vagy egészben  az   Egregore című angol Wikipédia-szócikk fordításán alapul.  Az eredeti cikk szerkesztőit annak laptörténete sorolja fel. Ez a jelzés csupán a megfogalmazás eredetét és a szerzői jogokat jelzi, nem szolgál a cikkben szereplő információk forrásmegjelöléseként.